# Bartholomäus von Stettin

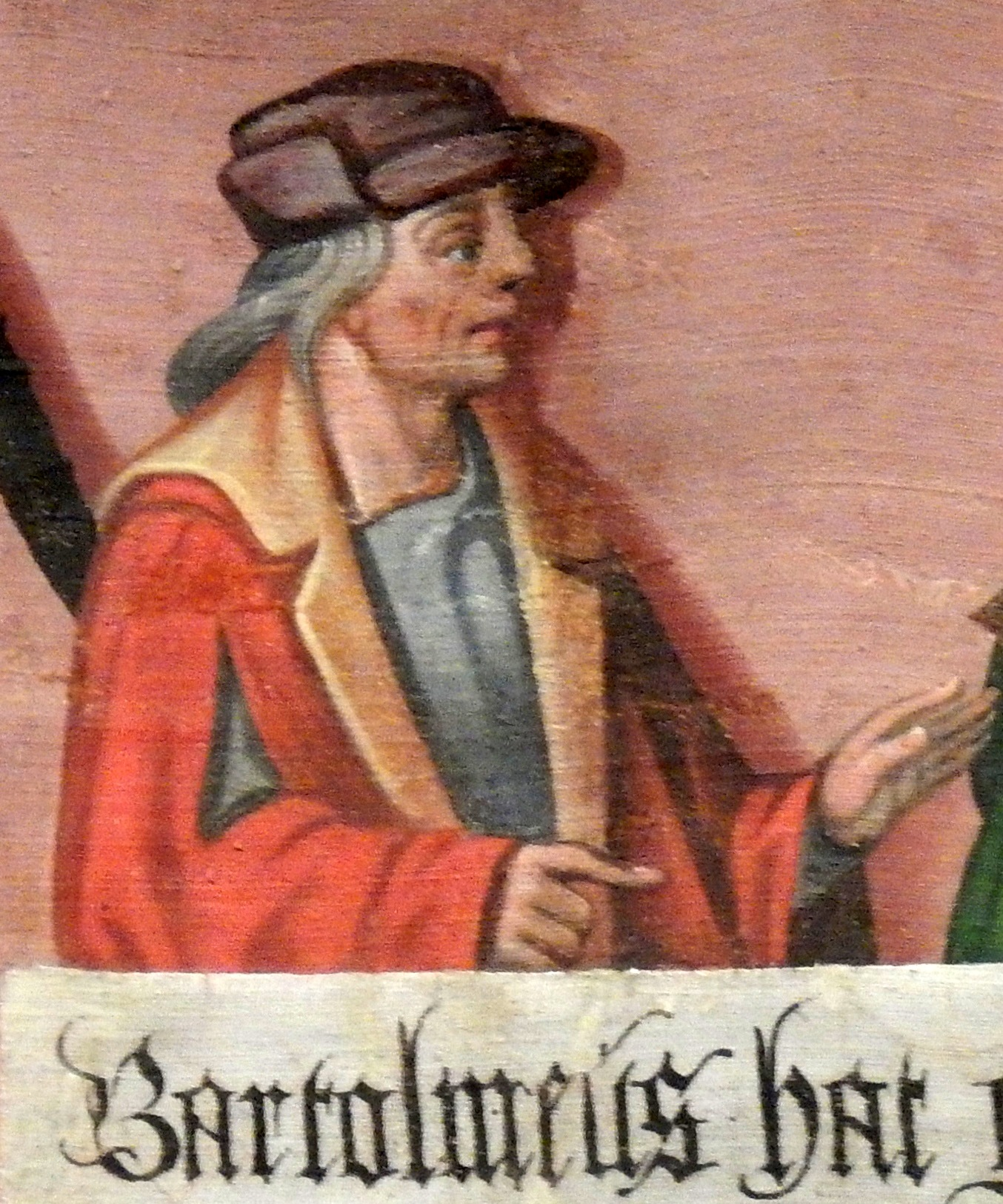
Bartholomäus, aus dem Stammbaum der Greifen von Cornelius Krommeny, 1598.

Bartholomäus von Stettin († um 1220) war ein pommerscher Adliger aus der Linie der Swantiboriden, einer Seitenlinie des in Pommern regierenden Greifenhauses.
Bartholomäus von Stettin tritt in Urkunden aus den Jahren 1198, 1208 und 1218 als Zeuge auf. Er war ein Sohn von Wartislaw Swantiboricz († 1196), Kastellan von Stettin. Vielleicht war auch Bartholomäus, wie sein Vater, zeitweise Kastellan von Stettin, doch wird bereits 1208 in der Urkunde, in der auch Bartholomäus auftritt, ein anderer Adliger namens Rozwar als Kastellan von Stettin genannt.
Bei dem in Urkunden der Jahre 1235 bis 1254 genannten Bartholomäus handelt es sich nach dem Urteil des Historikers Martin Wehrmann um den Enkel dieses Bartholomäus (siehe: Bartholomäus († nach 1254)). Demgegenüber hatte Robert Klempin angenommen, es handele sich um ein und dieselbe Person. Bartholomäus sei 1219 ins Heilige Land gereist (Kreuzzug von Damiette), in Ägypten jahrelang in Gefangenschaft gehalten worden und erst später nach Pommern zurückgekehrt; für diese Annahme gibt es aber keinen Beleg in der Überlieferung.

## Ehe und Nachkommen
Bartholomäus’ Gemahlin ist unbekannt. Er hatte einen Sohn Wartislaw, der wahrscheinlich Kastellan von Stettin wurde.
Ob Bartholomäus einen zweiten Sohn namens Swantibor hatte, ist unklar. In einer Urkunde seines Sohnes Wartislaw, die aus der Zeit 1218 und 1233 stammt, wird dessen „frater“ Swantibor genannt. Während Martin Wehrmann davon ausgeht, dies sei ein zweiter Sohn Bartholomäus’, neigt Klaus Conrad im Pommerschen Urkundenbuch zu der Annahme, „frater“ sei hier im Sinne von Vetter gebraucht und meine dann Swantibor, den Sohn von Kasimir.